# Kairo
Kairo [kájro] (arabsko القاهرة, latinizirano al-Qāhirah) je glavno mesto Egipta. V širšem metropolitanskem območju živi po oceni za leto 2015 skoraj 18 milijonov ljudi, kar je četrtina vseh Egipčanov in s čimer je Kairo najbolj naseljeno mesto v Afriki, pa tudi eno od desetih najbolj naseljenih mestnih območij na svetu sploh. 2023 ima 22.100.000 prebivalcev. Stoji ob reki Nil v severnem delu Egipta in je pomembno kulturno, politično ter gospodarsko središče ne samo Egipta, temveč celotnega arabskega sveta.
V Kairu je sedež Arabske lige in več regionalno pomembnih kulturnih ustanov.

## Ime
Ime mesta – al-Qāhirah – v egiptovski arabščini pomeni »zmagoviti«, kar naj bi se nanašalo na planet Mars (al-Qāhir), ki je bil v ascendentu, ko je bilo izdano povelje za začetek gradnje. Zaradi njegovega kulturnega pomena so mu več stoletij pravili Al-Dunja, »mati sveta«. Še dandanes njegovo vlogo v egiptovski družbi izpričuje dejstvo, da prebivalci uporabljajo isto ime – Misr – tako za Kairo kot za državo Egipt kot celoto.

## Zgodovina
Kairo v sedanji obliki je bil ustanovljen šele v srednjem veku, območje, na katerem stoji, pa je civilizacijsko središče že več kot pet tisoč let – v administrativnem okviru Kaira, približno 25 km južno od centra, je poleg drugih arheoloških ostankov tudi najdišče mesta Memfis, prestolnice Starega Egipta od leta 3150 pr. n. št. Kasneje je malo severno nastal tudi Heliopolis, središče Rajevega kulta, ki pa je sčasoma zamrl. V antiki so območje zavzeli Rimljani in na tem strateško pomembnem mestu postavili utrdbo, ki je dobila ime Babilon, vendar je kot prestolnica province takrat služila Aleksandrija. Leta 641 so prišli arabski zavojevalci, ki so ustanovili mesto Fustat (v grobem prevodu »mesto šotorov«), sprva šotorišče vojske, ki je oblegala Babilon.
Kairo je pod imenom Al Kahira ustanovil kalif fatimidske dinastije leta 969. Prestolnica Egipta je postal okoli leta 1168, ko so Arabci požgali Fustat da bi preprečili utaboritev križarjev. Te je naposled premagal Saladin in ustanovil ajubidsko dinastijo, ki je prevzela oblast v Egiptu. V 13. stoletju je pod vladavino Mamelukov Kairo doživel svoj največji razcvet, štel je pol milijona prebivalcev in bil največje mesto treh celin. Mameluki so s pridom izkoristili strateški položaj mesta, od koder so imeli nadzor nad trgovanjem z začimbami med Azijo in Evropo, Kairo pa je bil znan tudi po univerzi Al Azhar, takrat najpomembnejšem centru islamske znanosti in učenja. Sredi 14. stoletja so se pričeli težavnejši časi za mesto; prebivalstvo je zdesetkala bubonska kuga, izgubilo pa je tudi svoj strateški položaj na trgovski poti, ko je Vasco da Gama odkril morsko pot do Indijskega oceana.
Oslabljenega ga je leta 1517 zavzelo Osmansko cesarstvo, v obdobju katerega je bil Kairo zgolj glavno mesto province, zato je več stoletij stagniral. Do leta 1798, ko ga je za kratek čas zavzela Napoleonova vojska, se je število prebivalstva zmanjšalo na okrog 300.000. Po turški vrnitvi je leta 1805 postal guverner Mohamed Ali in ostal na tem položaju do svoje smrti leta 1847. Zagnal je številne projekte modernizacije in izboljšal ceste, kanalizacijo, kmetijstvo v okolici ter šole, kar je občutno pripomoglo mestnemu gospodarstvu. Eden od njegovih naslednikov, Ismail (1863–1879), pa je modernizacijo zastavil še bolj ambiciozno in naročil gradnjo sodobnega Kaira po evropskem vzoru ob starodavnem mestnem jedru. To je še bolj napihnilo zunanji dolg, kar so izkoristili Britanci in leta 1882 zavzeli Egipt ter ga leta 1919 razglasili za protektorat. Novi mestni predeli so takrat postali center kolonialne vladavine.
V času med svetovnima vojnama je Kairo spet doživljal hitro rast na račun industrializacije in boljših pogojev za bivanje, zaradi česar so se vanj množično priseljevali prebivalci podeželja. Hkrati je postal središče prizadevanj za osamosvojitev izpod Britancev. Kljub uporu leta 1919 so bili na čelu Egipta še do sredine 20. stoletja stoletja Alijevi potomci, marionetni upravniki pod britansko kontrolo, kar se je spremenilo leta 1952, ko je Gamal Abdel Naser izvedel udar in razglasil Egipt za republiko, s Kairom kot glavnim mestom. Vse od takrat je redno prizorišče burnega političnega dogajanja na nacionalni in regionalni ravni, vzporedno pa mesto še vedno hitro raste (leta 2000 je bilo eno najgosteje poseljenih mest na svetu), kar prinaša mnogo težav s prenaseljenostjo in onesnaženjem.

## Geografija
Mesto stoji ob reki Nil, na območju, kjer ta priteče iz puščavske doline in se razširi v delto (torej na konici delte). Oddaljeno je približno 100 km proti jugu od Sredozemskega morja in 120 km proti zahodu od Sueškega zaliva. Velemestno območje s satelitskimi naselji se razprostira ob obeh bregovih reke, Kairo v svojih administrativnih mejah pa je omejen na desni breg in dva rečna otoka, na površini 453 km². Zaradi bližine reke včasih povzroča težave razmočena zemlja, v katero se posedajo zgodovinske zgradbe.
Do srede 19. stoletja, ko je bil Nil reguliran s serijo zapornic, nasipov in drugih struktur, sta se njegova tok in gladina hitro spreminjala. Ko je bil zgrajen Fustat, je bilo ozemlje, kjer je kasneje nastal Kairo, še pod vodo. V obdobjih nizkega vodostaja se je skozi stoletja pojavilo tudi več otokov, ki so se kasneje združili z obalo in na katerih so zdaj mestni predeli kot je Šubra.
Mestno območje hitro raste in se približuje 18 milijonom prebivalcev, kar je jasno razvidno v površini in gostoti poselitve. Površina se je samo med letoma 1989 in 1999 povečala za tretjino, gostota pa za četrtino.

### Podnebje
Za območje, kjer stoji Kairo, je značilno vroče puščavsko podnebje (BWh po Köppnovi podnebni klasifikaciji), vendar s pogostimi obdobji visoke vlažnosti zaradi bližine Sredozemlja. Med marcem in majem so pogosti tudi viharji, ki prinašajo puščavski pesek iz Sahare (kamsin) in povzročajo izrazito suh zrak. Padavine so redke in omejene na hladne mesece, kar pa ne izključuje nenadnih ploh, ki lahko povzročijo hude poplave. Sneženje je izjemno redko; 13. decembra 2013 je padla majhna količina sodre, kar se je zgodilo prvič po več desetletjih.
| Podnebni podatki za Kairo                                                                                       | Podnebni podatki za Kairo | Podnebni podatki za Kairo | Podnebni podatki za Kairo | Podnebni podatki za Kairo | Podnebni podatki za Kairo | Podnebni podatki za Kairo | Podnebni podatki za Kairo | Podnebni podatki za Kairo | Podnebni podatki za Kairo | Podnebni podatki za Kairo | Podnebni podatki za Kairo | Podnebni podatki za Kairo | Podnebni podatki za Kairo |
| Mesec | Jan                       | Feb                       | Mar                       | Apr                       | Maj                       | Jun                       | Jul                       | Avg                       | Sep                       | Okt                       | Nov                       | Dec                       | Letno                     |
| --- | ------------------------- | ------------------------- | ------------------------- | ------------------------- | ------------------------- | ------------------------- | ------------------------- | ------------------------- | ------------------------- | ------------------------- | ------------------------- | ------------------------- | ------------------------- |
| Rekordno visoka temperatura °C                                                                                  | 31                        | 34.2                      | 37.9                      | 43.2                      | 47.8                      | 46.4                      | 42.6                      | 43.4                      | 43.7                      | 41                        | 37.4                      | 30.2                      | 47.8                      |
| Povprečna visoka temperatura °C                                                                                 | 18.9                      | 20.4                      | 23.5                      | 28.3                      | 32                        | 33.9                      | 34.7                      | 34.2                      | 32.6                      | 29.2                      | 24.8                      | 20.3                      | 27.7                      |
| Povprečna dnevna temperatura °C                                                                                 | 13.6                      | 14.9                      | 16.9                      | 21.2                      | 24.5                      | 27.3                      | 27.6                      | 27.4                      | 26                        | 23.3                      | 18.9                      | 15                        | 21.4                      |
| Povprečna nizka temperatura °C                                                                                  | 9                         | 9.7                       | 11.6                      | 14.6                      | 17.7                      | 20.1                      | 22                        | 22.1                      | 20.5                      | 17.4                      | 14.1                      | 10.4                      | 15.8                      |
| Rekordno nizka temperatura °C                                                                                   | 1.2                       | 3.6                       | 5                         | 7.6                       | 12.3                      | 16                        | 18.2                      | 19                        | 14.5                      | 12.3                      | 5.2                       | 3                         | 1.2                       |
| Povprečna količina padavin mm                                                                                   | 5                         | 3.8                       | 3.8                       | 1.1                       | 0.5                       | 0.1                       | 0                         | 0                         | 0                         | 0.7                       | 3.8                       | 5.9                       | 24.7                      |
| Povp. št. dni s padavinami (≥ 0.01 mm)                                                                          | 3.5                       | 2.7                       | 1.9                       | 0.9                       | 0.5                       | 0.1                       | 0                         | 0                         | 0                         | 0.5                       | 1.3                       | 2.8                       | 14.2                      |
| Povprečna relativna vlažnost (%)                                                                                | 59                        | 54                        | 53                        | 47                        | 46                        | 49                        | 58                        | 61                        | 60                        | 60                        | 61                        | 61                        | 56                        |
| Povp. št. sončnih ur                                                                                            | 213                       | 234                       | 269                       | 291                       | 324                       | 357                       | 363                       | 351                       | 311                       | 292                       | 248                       | 198                       | 3.451                     |
| Vir 1: Svetovna meteorološka organizacija (OZN) (1971–2000), NOAA za srednje in rekordne vrednosti ter vlažnost |                           |                           |                           |                           |                           |                           |                           |                           |                           |                           |                           |                           |                           |
| Vir 2: Danski meteorološki inštitut za osončenost (1931–1960)                                                   |                           |                           |                           |                           |                           |                           |                           |                           |                           |                           |                           |                           |                           |

### Veliki Kairo
Območje Velikega Kaira (arabsko القاهرة الكبرى El Qāhira El Kobrā) je največje metropolitansko območje v Egiptu in največje urbano območje v Afriki . Je tretje največje urbano območje v muslimanskem svetu za Džakarto in Karačijem ter na 16. mestu največjih na svetu in ga sestavljajo vsa mesta v governoratu Kairo in Giza, 6. oktober, mesto Šejka Zajeda v governoratu Giza in Shubra El Kheima ter Obour v governoratu Qalyubia, s skupnim številom prebivalcev ocenjeno na 20.500.000 (leta 2012) in površino 1709 km² ter gostoto 10.400 / km². 
Mesto 6. oktobra, zahodno od Kaira in Novi Kairo, vzhodno od Kaira, sta glavni urbanistični razvoj, ki sta bila zgrajena za prilagajanje dodatni rasti in razvoju območja Kaira . Nov razvoj vključuje več vrhunskih stanovanjskih projektov. 

### Načrtovana nova prestolnica
Marca 2015 so bili napovedani načrti za še neimenovano načrtovano mesto, ki bo zgrajeno vzhodno od Kaira, na nerazvitem območju governorata Kairo, ki bi služilo kot upravno in finančno središče Egipta Zgrajeno bo kot pametno mesto.
Novo, še neimenovano mesto naj bi bilo 45 kilometrov vzhodno od Kaira in tik pred drugo veliko kairsko obvoznico v trenutno pretežno nerazvitem območju na pol poti do pristaniškega mesta Suez. V skladu z načrti bi mesto postalo novo upravno in finančno središče Egipta, kjer bi bili nastanjeni glavni vladni oddelki in ministrstva ter tuja veleposlaništva. Na površini 700 kvadratnih kilometrov bi imelo pet milijonov prebivalcev, čeprav se ocenjuje, da bi ta številka lahko narasla na sedem milijonov. 
Uradno je bil glavni razlog za izvedbo projekta odprava zastojev v Kairu, ki je že eno od najbolj obremenjenih mest na svetu, pri čemer naj bi se prebivalstvo Velikega Kaira v naslednjih nekaj desetletjih podvojilo. 
Egipt je septembra 2015 podpisal memorandum o soglasju s Kitajsko državno gradbeno inženirsko korporacijo (CSCEC), da "preuči gradnjo in financiranje" upravnega dela nove prestolnice, ki bo vključevala ministrstva, vladne agencije in predsedniški urad. China Fortune Land Development in CSCEC sta z egiptovskimi oblastmi v začetku leta 2016 ter 2017 in 2018 podpisali sporazume o razvoju delov projekta. 

## Gospodarstvo
Kairo predstavlja 11% prebivalstva Egipta in 22% njenega gospodarstva (PPP). Večina narodnega trgovanja se tam ustvarja ali prehaja skozi mesto. Velika večina založniških hiš in medijev ter skoraj vseh filmskih studiev je tu, tako kot polovica državnih bolnišničnih postelj in univerz. To je spodbudilo hitro gradnjo v mestu - ena zgradba od petih je stara manj kot 15 let.
Ta rast je močno prehitela mestne storitve. Stanovanja, ceste, elektrika, telefon in kanalizacija so vse preobremenjene in nezadostne. 

## Znamenitosti

### Trg Tahrir
Trg Tahrir je bil ustanovljen sredi 19. stoletja z ustanovitvijo sodobnega mestnega jedra v Kairu. Prvotno je bil poimenovan trg Ismailia, po vladarju 19. stoletja Isma'il Paša, ki je naročil novo okrožje "Paris on the Nile". Po egipčanski revoluciji leta 1919 je trg postal splošno znan kot Tahrir (trg osvoboditve), čeprav ga niso uradno preimenovali takoj ampak šele po državnem udaru leta 1952, ko so odpravili monarhijo. Trg obkroža nekaj pomembnih stavb, vključno z Ameriško univerzo, vladno upravno stavbo Mogamma, sedež Arabske lige, hotel Nile Ritz Carlton in Egipčanski muzej. Trg je bil večkrat prizorišče večjih protestov. Vendar je bil najpomembnejši dogodek na trgu najpomembnejša točka egipčanske revolucije 2011 proti tedanjemu predsedniku Hosniju Mubaraku.

### Egipčanski muzej
Muzej egipčanskih starin, znan kot pogosto kot Egipčanski muzej, je dom najobsežnejše zbirke starih egipčanskih ostankov na svetu. Na ogled ima 136.000 predmetov, in več sto tisoč v kletnih shrambah. Med najbolj znanimi zbirkami so najdbe iz grobnice Tutankamona.

### Kairski stolp
Kairski stolp je stolp z vrtljivo restavracijo na vrhu. Zagotavlja pogled na Kairo in okolico. Stoji v okrožju Zamalek na otoku Gezira v reki Nil, v središču mesta. S 187 metri je 44 metrov višji od Velike piramide v Gizi, ki stoji približno 15 kilometrov na jugozahod.

### Stari Kairo
To območje v Kairu je tako imenovano, ker vsebuje ostanke starodavne rimske trdnjave Babilon in se tudi prekriva s prvotnim mestom Fustat, prvim arabskim naseljem v Egiptu (7. stoletje) in predhodnikom kasnejšega Kaira. Območje vključuje Koptski Kairo, ki ima visoko koncentracijo starih krščanskih cerkva, kot so cerkev svete Marije, grška pravoslavna cerkev sv. Jurija in druge krščanske ali koptske zgradbe, večinoma na mestu stare rimske trdnjave. Prav tako je lokacija Koptskega muzeja, ki prikazuje zgodovino koptske umetnosti od grško-rimskih do islamskih časov in sinagoge Ben Ezra, najstarejše in najbolj znane sinagoge v Kairu, kjer je bila  v 19. stoletju odkrita pomembna zbirka dokumentov iz Genize.  Severno od koptske enklave je mošeja Amr ibn al-'As, prva mošeja v Egiptu in najpomembnejše versko središče tistega, kar je bil prej Fustat, ustanovljena leta 642 oziroma po arabski zasedbi inje bil večkrat obnovljena. 

### Islamski Kairo
Kairo ima eno največjih koncentracij zgodovinskih spomenikov islamske arhitekture na svetu. Za območja okoli starega obzidanega mesta in okrog Citadele so značilne na stotine mošej, grobnic, medres, dvorcev, karavanserajev in utrdb, ki izhajajo iz islamskega obdobja, in jih v popotniški literaturi pogosto imenujejo »islamski Kairo«. Prav tako je lokacija več pomembnih verskih svetišč, kot je al-Husseinova mošeja (svetišče naj bi imel vodjo Husein ibn Ali), mavzolej imama al-Šafija (ustanovitelj Shafi'i madhhab - verska šola, pravna šola ali šola fikha – islamskega prava znotraj sunitskega islama), grobnica Sayyida Ruqayya, mošeja Sayyida Nafisa in drugi.
Prva mošeja v Egiptu je bila mošeja Amr ibn al-As v nekdanjem Fustatu, prvi arabsko-muslimanski naselbini na tem območju. Vendar je mošeja Ibn Tulun najstarejša mošeja, ki še vedno ohranja svojo prvotno obliko in je redek primer abasidske arhitekture iz klasičnega obdobja islamske civilizacije. Zgrajena je bila leta 876-879 v slogu, ki ga je navdihnila abasidska prestolnici Samara v Iraku. To je ena največjih mošej v Kairu in se pogosto navaja kot ena najlepših.  Druga abasidska konstrukcija, Nilometer na otoku Roda, je najstarejša originalna zgradba v Kairu, zgrajena leta 862. Zasnovana je bila za merjenje ravni Nila, ki je bil pomemben za kmetijske in upravne namene. 
Naselje, ki je bilo formalno imenovano Kairo (arabsko al-Kahira), je bilo ustanovljeno na severovzhodu Fustata leta 959 po zmagi vojske Fatimidov. Fatimidi so ga zgradili kot ločeno palačno mesto, ki je vsebovalo palače in vladne institucije. Zaprto z obzidjem, ki ga je v poznem 11. stoletju obnovil vezir Badr al-Gamali , katerega deli so danes ohranjeni v Bab Zuvajli na jugu in Bab al-Futuh in Bab al -Nasr na severu.
Ena najpomembnejših in trajnejših ustanov, ustanovljenih v fatimidskem obdobju, je bila mošeja al-Azhar, ustanovljena leta 970, ki jo primerjajo z univerzo Al-Karaouine v Fesu za naslov najstarejše univerze na svetu. Danes je univerza al-Azhar najpomembnejše središče islamskega učenja na svetu in ena največjih v Egiptu z univerzami po vsej državi.  Mošeja sama ohranja pomembne elemente Fatimidov, vendar je bila v stoletjih dodana in razširjena, zlasti s strani mamelukških sultanov Qaitbaya in al-Ghurija in Abd al-Rahman Katkhuda v 18. stoletju.
Drugi ohranjeni spomeniki iz obdobja Fatimidov so velika mošeja al-Hakim, mošeja al-Akmar, mošeja Džujuši, mošeja Lulua in mošejo Salih Tala'i.
Najvidnejša arhitekturna dediščina srednjeveškega Kaira pa je iz obdobja Mamelukov od leta 1250 do 1517. Sultani in elite Mamlukov so bili željni pokrovitelji verskega in znanstvenega življenja, in so običajno zgradili verske ali pogrebne komplekse, katerih funkcije bi lahko vključevale mošejo, medreso, tekije (za Sufije), sebil (vodnjak na trgu) in mavzolej za sebe in družino. Med najbolj znanimi primeri mameluških spomenikov v Kairu so ogromna mošeja-medresa sultana Hasana, mošeja Amirja al-Maridanija, mošeja sultana al-Mu'ajada (katere dvojni minareti so bili zgrajeni nad vrati Bab Zuvajla ), pogrebni kompleks sultana Al-Ghurija, pogrebni kompleks sultana Qaytbaya na severnem pokopališču in trio spomenikov na območju Bayn al-Qasrayn, ki obsegajo kompleks sultana al-Mansurja Qalawuna, medreso al-Nasirja Muhameda in medreso sultana Barquqa. Rečeno je, da so številni stebri, ki jih najdemo v mošejah, vzeti iz koptskih cerkva zaradi lepih umetniških rezbarij in postavljeni v mošeje.
Mameluki in kasnejši Osmani so prav tako zgradili vikale ali karavanseraje za trgovce in blago zaradi pomembne vloge trgovine v gospodarstvu Kaira . Najbolj znan primer še danes nedotaknjen je Vikala al-Ghuri, ki danes redno gosti predstave plesne skupine Al-Tanoura.  Znan Kan el-Khalili je trgovsko središče, ki je prav tako vključilo karavanseraj.

### Kairska citadela
Citadela je utrjeno območje, ki ga je Salah al-Din začel graditi leta 1176 na izdanku hriba Muqattam v okviru velikega obrambnega sistema za zaščito obeh: Kaira na severu in Fustata na jugozahodu. To je bilo središče egiptovske vlade in prebivališče vladarjev do leta 1874, ko se je Isma'il paša preselil v palačo Abdeen. Danes jo zaseda vojska, zdaj pa je odprta kot turistična znamenitost, ki jo sestavljajo zlasti Državni vojaški muzej, mošeja al-Nasirja Muhameda iz 14. stoletja in mošeja Muhammada Ali Paše iz 19. stoletja, ki ima prevladujoč položaj na kairskem obzorju.

### Khan el-Khalili
Khan el-Khalili je starodavni bazar ali tržnica, ki meji na mošejo Al-Hussein. Datira iz leta 1385, ko je amir Jarkas el-Khalili zgradil velik karavanseraj ali han. Sultan al-Ghuri je predelal originalno stavbo karvanseraja, in v začetku 16. stoletja zgradil nov trgovski kompleks, ki je bil podlaga za mrežo sukov, ki obstaja še danes. Mnogi srednjeveški elementi ostajajo še danes, vključno z bogato zasnovanimi prehodi v mameluškem slogu .  Danes je Khan el-Khalili glavna turistična atrakcija in priljubljen postanek za skupine obiskovalcev.

## Onesnaženje
Širitev Kaira je pripeljala do številnih okoljskih problemov. Onesnaževanje zraka je resno zaskrbljujoče. Hlapni aromatski ogljikovodike v Velikem Kairu so višji od številnih podobnih mest. [116] Meritve kakovosti zraka so prav tako zabeležile nevarne količine koncentracij svinca, ogljikovega dioksida in suspendiranih trdnih delcev zaradi desetletja neurejenih emisij vozil, urbanih industrijskih operacij in kurjenja plavin in smeti. Na ulicah Kaira je več kot 4.500.000 avtomobilov, od katerih jih je 60% starejših od 10 let in zato nimajo sodobnih funkcij zmanjševanja emisij, kot so katalizatorji. Kairo ima zelo slab faktor disperzije zaradi pomanjkanja dežja in postavitve visokih zgradb in ozkih ulic, ki ustvarjajo učinek posode.
V zadnjih letih se vsako jesen po Kairu pojavlja skrivnostni črni oblak in povzroča resne bolezni dihal in draženje oči prebivalcem mesta. Za turiste, ki niso seznanjeni s takšnimi visokimi ravnmi onesnaženja, je treba še posebej skrbeti.
Kairo ima tudi številne neregistrirane talilne in bakrene topilnike, ki močno onesnažujejo mesto. Rezultati tega je bila trajna megla po mestu z delci v zraku, ki so dosegli več kot trikrat normalne ravni. Ocenjuje se, da v Kairu letno umre 10.000 do 25.000 ljudi zaradi bolezni, povezanih z onesnaženjem zraka. Pokazalo se je, da svinec škoduje osrednjemu živčnemu sistemu in nevrotoksičnosti, zlasti pri otrocih [118]. Leta 1995 so bili uvedeni prvi okoljski akti, stanje pa se je izboljšalo s 36 postajami za spremljanje zraka in preskusi emisij na avtomobile. V mesto je bilo naročeno tudi 20 tisoč avtobusov, da bi izboljšali obseg zastojev, ki so zelo hudi.
Kairo vsak dan proizvede 10.000 ton odpadkov, od tega se 4000 ton ne zbira in ne upravlja. To je veliko tveganje za zdravje in egiptovska vlada išče načine za boj proti temu. Za zbiranje in recikliranje odpadkov je bila ustanovljena posebna agencija; zbira pa ih tudi Zabbaleenom, skupnost, ki zbira in reciklira odpadke od preloma 20. stoletja in živi na območju, znanem lokalno kot Manshiyat naser. Obe sodelujeta, da zbereta čim več odpadkov v mestnih mejah, čeprav to ostaja nerešljiv problem.
Mesto tudi trpi zaradi onesnaženosti vode, ker se kanalizacijski sistem lomi in preliva. Včasih kanalizacija uide na ulice in ustvarja nevarnost za zdravje. Ta težava naj bi bila rešena z novim kanalizacijskim sistemom, ki ga financira Evropska unija. Nevarne so tudi visoke ravni živega srebra v mestnem vodovodnem sistemu.

## Mednarodni odnosi
Kairo ima uradne povezave (pobratena/sestrska mesta oz. mesta-dvojčki) z naslednjimi mesti po svetu:
| Bližnji vzhod |
| --- |
| - Aman, Jordanija (1988) - Bejrut, Libanon - Džeda, Saudova Arabija |
| Severna Amerika |
| - New York, Združene države Amerike (1982) - Ottawa, Kanada (1989) |
| Evropa |
| - Frankfurt, Nemčija (1979) - Stuttgart, Nemčija (1979) - Pariz, Francija (1985) - Istanbul, Turčija (1988) - Barcelona, Španija (1992) - Minsk, Belorusija (1998) - Moskva, Rusija - Sarajevo, Bosna in Hercegovina (2006) |